# 爐端燒

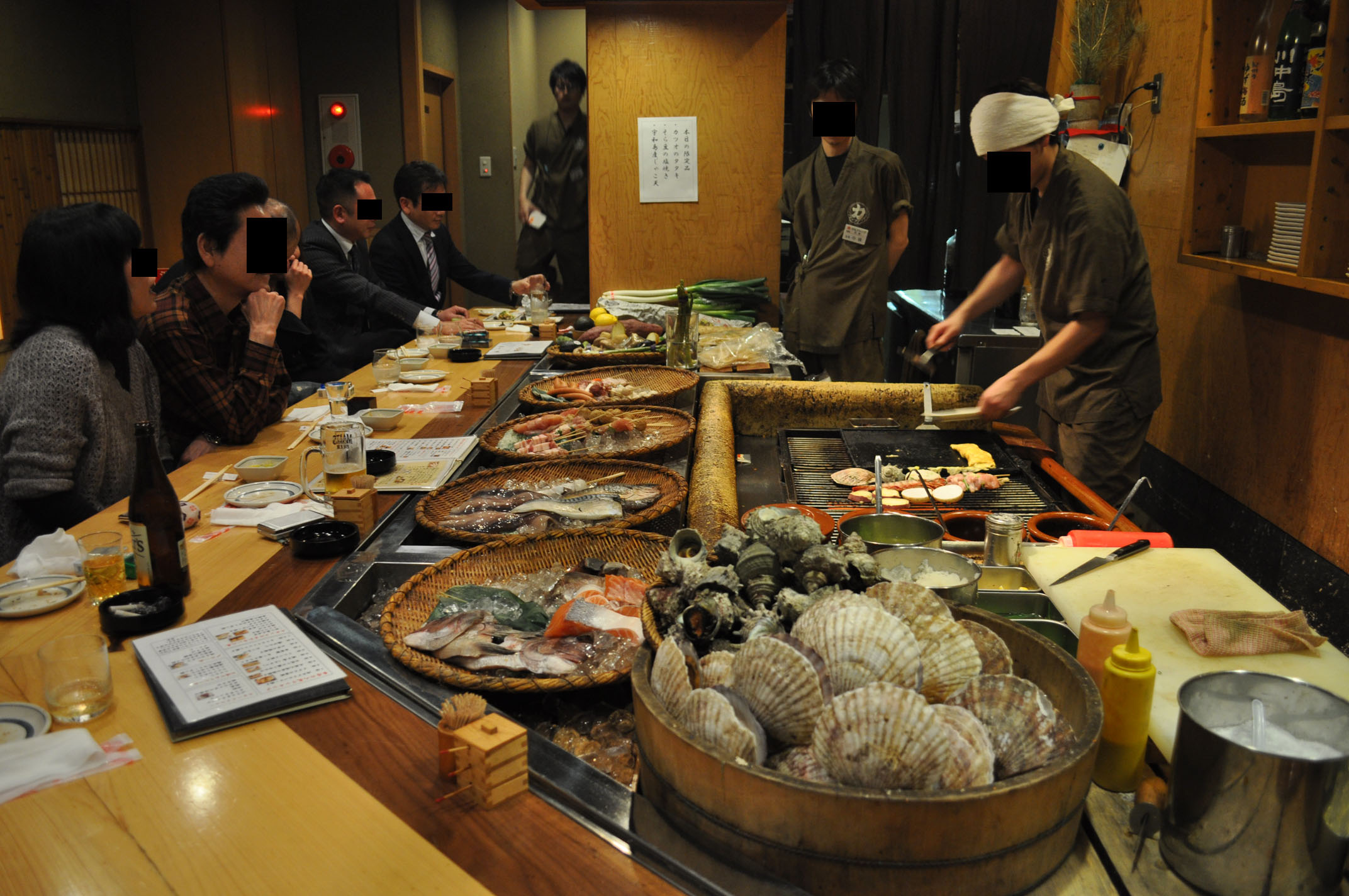
爐端燒

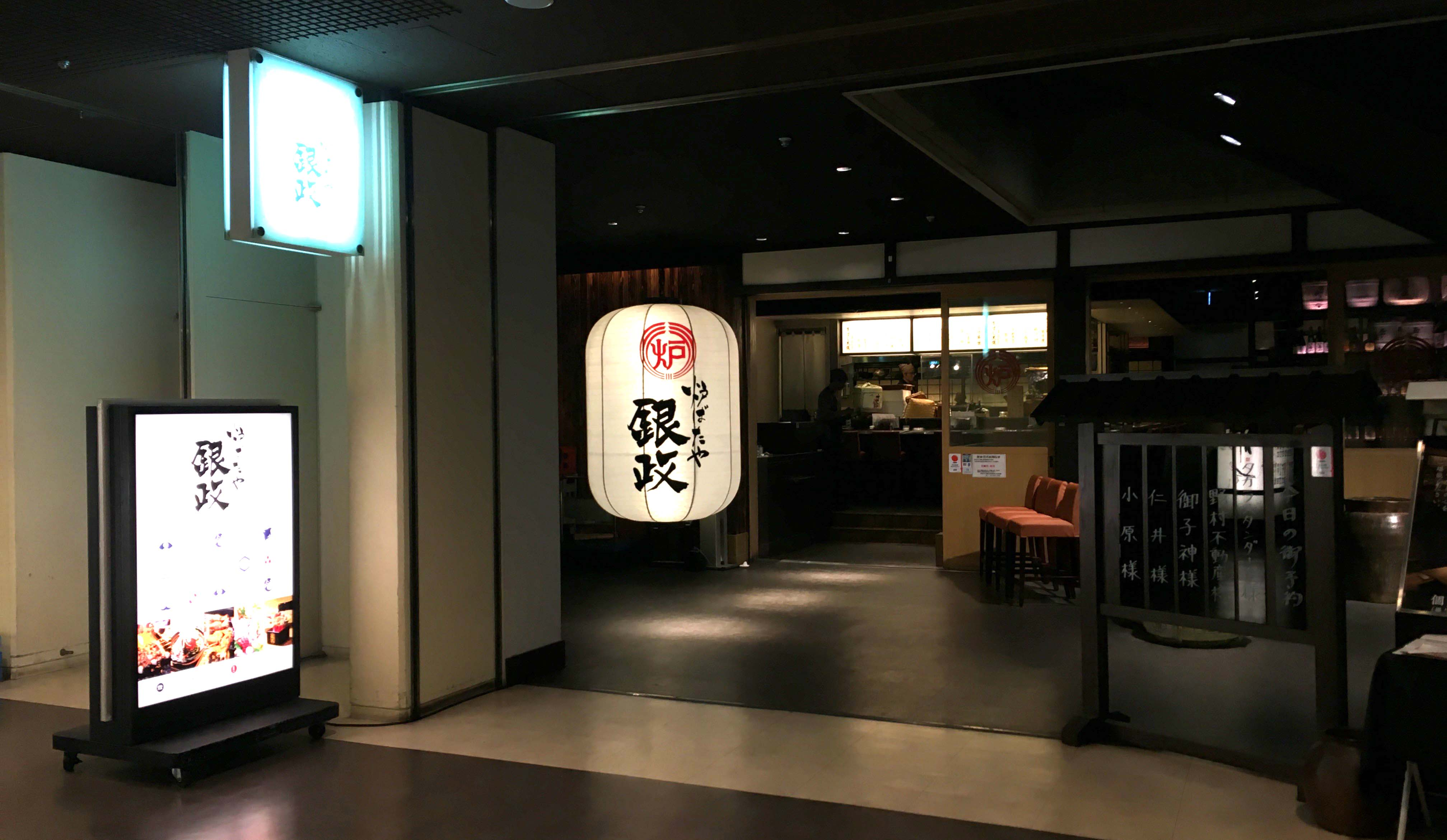
銀政（新宿野村建造店）

爐端燒，是指一種在居酒屋店內所設置的偌大方形敞口式火爐上燒烤飯菜的烹調方式。這種燒菜方式源自日本東北的宮城縣仙台市。相传在中世纪的日本，只有武士才有资格享用炉端烧，所以这种料理往往带有某种阶级性的炫耀。而且爐端燒的歷史悠久，據說仙台市的漁民很早就已經喜歡用爐端燒的方法將漁獲烤熟品嘗。在一次日本政府運動將北海道描述成為具有鄉村風貌的地區後，爐端燒開始風靡全國。
爐端燒的整個過程為廚師先蹲在一個方形爐前，其周圍會被擺滿不同的食材的枱包圍。當顧客指定要燒某種食材時，廚師會在完成每一道菜的烹調過程後都先高聲喊出菜式的名稱。然後再以木槳送上食物到顧客面前。自從1965年起，日本全國合共有超過一萬間爐端燒的日式餐廳。現在在北海道的釧路市，不少的日式餐廳都精於爐端燒。